# 日本グランプリ (モトクロス)
日本グランプリ（にっぽんグランプリ または にほんグランプリ、Japanese Grand Prix）
1. モトクロス世界選手権の日本大会の名称。以下で述べる。
2. 全日本モトクロス選手権の大会の名称

## 概要
1991年より1995年まで鈴鹿サーキット国際モトクロスコースで開催された。
2005年よりスポーツランドSUGOで開催されている。

## 歴代優勝者
| 年     | 会場 | クラス | 総合                           | レース1                          | レース2                        |
| ------ | ---- | ------ | ------------------------------ | -------------------------------- | ------------------------------ |
| 2005年 | SUGO | MX1    | ステファン・エバーツ（ヤマハ） | ミカエル・ピション（ホンダ）     | ステファン・エバーツ（ヤマハ） |
| 2005年 | SUGO | MX2    | ビリー・マッケンジー（ヤマハ） | アントニオ・カイローリ（ヤマハ） | ビリー・マッケンジー（ヤマハ） |